# Caecum regulare
Caecum regulare är en snäckart som beskrevs av Carpenter 1858. Caecum regulare ingår i släktet Caecum och familjen Caecidae. Inga underarter finns listade i Catalogue of Life.

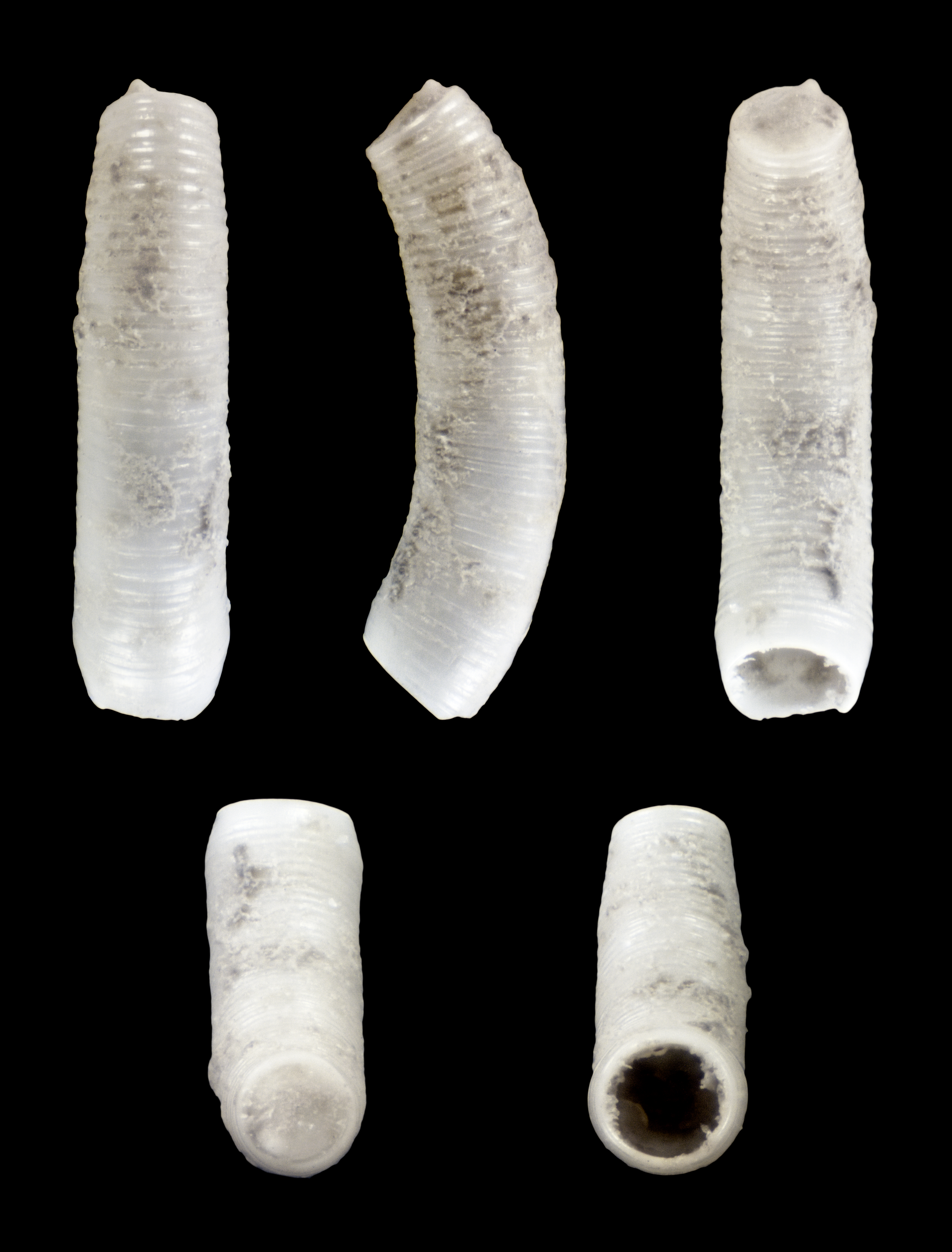
Fossilskal från Pliocene i Florida